# 횡성성당
횡성성당은 대한민국 강원특별자치도 횡성군 횡성읍 읍상리에 있는 성당이다. 2008년 2월 28일 대한민국의 국가등록문화재 제371호로 지정되었다.

## 연혁
- 1953.04.17 기공
- 1956 낙성식

## 개요
이곳에는 원래 풍수원 성당의 공소가 있었다. 1930년 본당으로 승격된 후 기와를 얹은 목조건물을 신축하였으나, 한국전쟁 당시 불에 타 없어져 현재의 건물을 건립하였다. 라틴십자형 평면의 석조 성당으로 미사 공간은 내부에 분절이 없는 강당형이며, 본채의 천장 상부 목조 트러스 구조가 원형대로 보존되어 있다. 정면 중앙에 8각 종실을 마련하고 그 위에 돔을 얹은 종탑을 두었는데, 종탑에는 건축 당시 프랑스에서 들여온 종을 설치하였다. 부속 건물에는 변화가 많았으나 본당은 외형이 대부분 잘 보존되어 있어 건립 당시의 모습을 잘 보여주고 있다.
원형보존·변형 및 노후화 상태 : 창호와 제대를 제외한 대부분은 원형을 잘 간직하고 있다.

## 참고 자료
- 횡성성당 - 국가유산청 국가유산포털